# Bembix oculata
Bembix oculata una espècie d'himenòpter apòcrit de la família dels crabrònids (Crabronidae) que fa nius dins la sorra. És present als Països Catalans.
És una espècie que varia de mida i del patró de colors. L'epítet específic oculata fa referència a les dues taques negres que té a l'abdomen que recorden dos ulls. Té el darrer segment de l'abdomen de color negre.